# Eurydice indicis
Eurydice indicis är en kräftdjursart som beskrevs av Eleftheriou och Jones 1976. Eurydice indicis ingår i släktet Eurydice och familjen Cirolanidae. Inga underarter finns listade i Catalogue of Life.